# Marcos José Olsen
Marcos José Olsen (ur. 30 października 1937 w Canoinhas) – brazylijski strzelec, który specjalizował się w głównie w trapie. Olimpijczyk, wielokrotny medalista międzynarodowych imprez mistrzowskich, także działacz sportowy. 

## Życiorys
Olsen zainteresował się strzelectwem w bardzo młodym wieku. W 1950 roku reprezentował klub Tiro, a Olsena trenował jego ojciec.
Czterokrotnie uczestniczył w igrzyskach olimpijskich i sześciokrotnie w mistrzostwach świata, jednak nigdy nie zdobył medalu na tych imprezach.
Olsen jest czterokrotnym medalistą igrzysk panamerykańskich w trapie. Indywidualnie zdobył srebro w 1983 roku, a w drużynie srebro na igrzyskach w San Juan i dwa brązowe medale w 1975 roku i w 1987 roku. Startował też na igrzyskach w Hawanie (1991), jednak nie zdobył tam medalu.
Brazylijczyk ma na swoim koncie także siedem tytułów mistrza Ameryki Południowej (trzy indywidualnie i cztery drużynowo). W mistrzostwach Brazylii, zdobył dziesięć tytułów mistrzowskich w trapie, dwa w skeecie i trzy w innych konkurencjach.
W latach 1978–1981, był przewodniczącym Brazylijskiej Federacji Strzeleckiej. Obecnie członek FITASC (Fédération Internationale de Tir aux Armes Sportives de Chasse) i innych organizacji. Pracuje też jako trener.

### Wyniki olimpijskie
| Igrzyska | Konkurencja | Wynik       | Miejsce | Źródło |
| -------- | ----------- | ----------- | ------- | ------ |
| IO 1972  | Trap        | 191 punktów | 8.      | [ 3 ]  |
| IO 1976  | Trap        | 181 punktów | 11.     | [ 4 ]  |
| IO 1980  | Trap        | 187 punktów | 18.     | [ 5 ]  |
| IO 1984  | Trap        | 188 punktów | 10.     | [ 6 ]  |